# James Hind
James Hind o a veces John Hind (Bautizado en 1616. Fallecido en 1652) fue un highwayman (salteador de caminos), Cavalier realista y cabecilla popular durante la Revolución inglesa.

## Biografía
Originario de la ciudad de Chipping Norton en el condado de Oxfordshire luchó en la revolución inglesa a la lado de los royalists (realistas) e incluso algunos informes aseguran que ayudó en la huida del rey Carlos II de Inglaterra tras su derrota en la Batalla de Worcester. 
Después de la guerra se convirtió en highwayman asaltando principalmente a fuerzas de Roundhead (Defensores del Parlamento Inglés frente a la monarquía). Con sus hazañas, en parte reales en parte adornadas, se publicaron numerosos panfletos que elevaron a James Hind a la categoría de héroe al estilo de Robin Hood. Hind siempre rehusó robar a cavaliers como él e incluso entregaba dinero a realistas necesitados.
Su compañero Thomas Allen fue capturado cuando intentaron, sin éxito, robar al propio Oliver Cromwell. Hind también robó al juez John Bradshaw, presidentre del tribunal de justicia que juzgó al rey Carlos I de Inglaterra.

## Captura y muerte
James Hind fue capturado durante el periodo de El Protectorado. Podía haber sido juzgado por robo cuya sentencia, en caso de ser declarado culpable, habría sido la horca. Sin embargo, por su declaración expresa de lealtad a la causa realista, fue juzgado por traición y condenado a ser ahorcado, arrastrado y descuartizado. En 1652, en Worcester, se ejecutó la sentencia pública.
James Hind es protagonista de una biografía The English Gusman  escrita por George Fidge (Londres 1652) así como de 16 panfletos que narran sus hazañas.